# Strobilanthes cruciata
Strobilanthes cruciata är en akantusväxtart som först beskrevs av Brem., och fick sitt nu gällande namn av H. Terao. Strobilanthes cruciata ingår i släktet Strobilanthes och familjen akantusväxter. Inga underarter finns listade i Catalogue of Life.